# Ibala mabalauta
Ibala mabalauta Fitzpatrick, 2009 è un ragno appartenente alla famiglia Gnaphosidae.

## Etimologia
Il nome proprio si riferisce alla località di rinvenimento: il villaggio di Mabalauta, nello Zimbabwe.

## Caratteristiche
Si distingue per la forma alquanto ampia e contorta dell'apofisi mediana dei pedipalpi maschili.
Gli esemplari maschili rinvenuti hanno lunghezza totale è di 4,40mm; la lunghezza del cefalotorace è di 2,08mm; e la larghezza è di 1,28mm.
Non sono noti esemplari femminili.

## Distribuzione
La specie è stata reperita nello Zimbabwe:  nella località di Mabalauta, appartenente al parco nazionale di Gonarezhou, nella provincia di Masvingo.

## Tassonomia
Al 2015 non sono note sottospecie e dal 2009 non sono stati esaminati nuovi esemplari